# Santostare
Santostare (Aplonis santovestris) är en fågel i familjen starar inom ordningen tättingar.

## Utseende och läten
Santostaren är en liten (17 cm) och ganska satt, varmbrun stare. Adulta fåglar är fylligt rostbruna, något mörkare ovan med svartaktig hjässa. Ögat är vitt. Ungfågeln har inte beskrivits. Liknande rostvingad stare har mörkt öga, mörk ögonmask och är gråaktig med rostbrunt endast på vingar och övergump. Kontaktlätet är ett enkelt och ljust tjirpande ljud.

## Utbredning och status
Fågeln förekommer enbart på ön Espiritu Santo i Vanuatu. Den behandlas som monotypisk, det vill säga att den inte delas in i några underarter.

## Status och hot
Santostare har en liten världspopulation bestående av uppskattningsvis endast 2500–1000 vuxna individer. Den tros också minska i antal till följd av predation från invasiva arter och/eller jakt. Fågeln är därför upptagen på internationella naturvårdsunionen IUCN:s röda lista över hotade arter, kategoriserad som starkt hotad (EN).